# Миролюбовка (Самарський район)
Миролю́бовка (каз. Миролюбовка) — село у складі Самарського району Східноказахстанської області Казахстану. Адміністративний центр Миролюбовського сільського округу.
Населення — 550 осіб (2021; 681 у 2009, 739 у 1999, 930 у 1989).
Національний склад станом на 1989 рік:
- росіяни — 49 %
- казахи — 41 %